# جاك ماثيوز
جاك ماثيوز (بالإنجليزية: Jack Matthews)‏ (22 يوليو 1925، كولومبوس في الولايات المتحدة - 28 نوفمبر 2013، أثينس في الولايات المتحدة)؛ روائي أمريكي.